# Tilden’s Extract

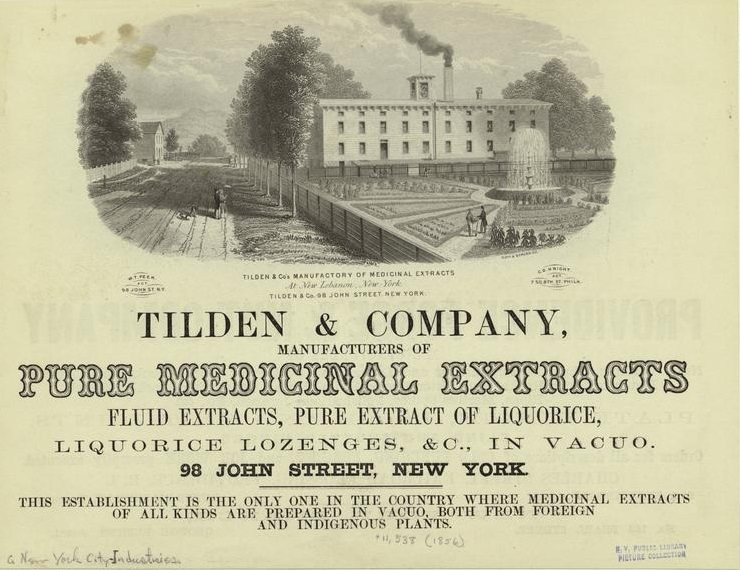

Tilden’s Extrakt war ein Extrakt der Hanfpflanze, der im 19. Jahrhundert von James Edward Smith beschrieben und von Tilden & Co. verkauft wurde.
Smith formulierte die Wirkung zum ersten Mal als narkotisierend, anti-spastisch und hypnotisierend. Anders als Opium allerdings trage es nicht zur Darmverstopfung bei und führe nicht zu Appetitlosigkeit, Übelkeit oder Kopfweh. Der US-Amerikaner Fitz Hugh Ludlow schrieb in seinem 1857 erschienenen Buch The Hasheesh Eater über die Erfahrungen mit dem Extrakt. Sein Landsmann O.J. Kalant berichtete über Ludlow:

„Ludlow sprach andauernd über Haschisch, dabei nahm er tatsächlich nur den Extrakt von Cannabis Indica, was etwa doppelt so stark ausfällt und zehn mal potenter ist als herkömmliches Marihuana. Groben Kalkulationen nach zu urteilen hatte Ludlow mit einer Dosis des Extrakts einen gleichwertigen Rausch intus als wären es 6-7 Joints.“

Ludlow nahm umgerechnet eine Menge von einem Dram zu sich. Das sind etwa 3,9 Gramm und entspricht einer Unze durchschnittlichem Cannabis in Reinform.   